# Tausend Sterne leuchten
Tausend Sterne leuchten (alternativ: 1000 Sterne leuchten; Verweistitel Haus Vaterland und Patricia) ist ein deutscher Revuefilm von Harald Philipp aus dem Jahr 1959. Die Hauptrollen sind mit Germaine Damar, Toni Sailer, Maria Sebaldt und Harald Juhnke besetzt. Das seinerzeitige Filmplakat versprach „eine musikalische Reise  um die Welt“.

## Inhalt
Die Gläubiger stehen bei Direktor Bruchsal Schlange. Nur zwei Tage vor der Premiere der neuen Revue „Bunte Welt“ wollen sie ihr Geld. Margot, die Sekretärin Bruchsals, bangt wiederum um die Zukunft ihrer Mitbewohnerin Patricia, die zur Probe mal wieder zu spät kommt, obwohl Margot ihr den Job bei der Revue erst vor wenigen Tagen organisiert hat. Patricia wiederum hat Stunden in der Wanne gelegen, hastet nun zur Probe und fährt prompt mit ihrem Roller auf einen Wagen auf, der sich als der Bruchsals entpuppt. Der freundliche Mechaniker Robert fährt sie und den kaputten Roller mit einem Abschleppwagen der Firma Grenner zur Probe.
Dort wird sie zunächst von Regisseur Lefebvre für ihr Zuspätkommen gefeuert. Als sich Margot bei Bruchsal darüber beschweren will, da Patricia doch „von Grenner“ extra zur Probe gefahren worden sei, meint sie den Abschleppwagen. Bruchsal jedoch denkt, dass Patricia mit dem Chef des Weltunternehmens Grenner ein Verhältnis hat und Margot bestätigt diese Version in ihrer Not. Sofort wird Patricia zum Star der Show erklärt, erhofft sich Bruchsal doch dadurch eine Rettung aus der finanziellen Not. Die überrumpelte Patricia, die nun als Verlobte des Firmenchefs gilt, spielt mit, auch wenn sie sich inzwischen mit Robert trifft, in den sie sich verliebt hat.
Bruchsal lädt Axel Grenner zur Premiere ein, der nicht weiß, warum. Er schickt seinen gleichnamigen Neffen, einen Trunkenbold und Taugenichts. Der wiederum erkennt schnell, dass er für den Verlobten von Patricia gehalten wird und geht auf das Spiel ein, weil er Patricia attraktiv findet. Robert wiederum zieht sich enttäuscht zurück, da er vermutet, Patricia und Axel wären tatsächlich ein Paar. Weil Bruchsal in Robert einen geheimen Verehrer und Autogrammjäger vermutet, der der Liaison zwischen Patricia und Axel gefährlich werden könnte, setzt er seinen tumben Schläger Marko auf Robert an.
Während der Premiere betrinkt sich Axel hemmungslos und findet auf einmal mehr Gefallen an der Tänzerin Juliette. Sofort ordnet Bruchsal an, Juliette habe das Finale zu tanzen und nicht Patricia, die er spontan entlässt. Diese packt ihre Sachen und rennt beim Verlassen des Veranstaltungsgebäudes buchstäblich in Axel Grenner Sr., der im Radio von der vermeintlichen Beziehung seines Neffen zu Patricia gehört hat. Patricia gesteht ihm alles, woraufhin er sie vor Bruchsal als eine gute Freundin ausgibt. Bruchsal lässt Patricia das Finale tanzen und am Ende fallen sich Robert, der nun von den wahren Hintergründen weiß, und Patricia in die Arme.

## Produktion, Veröffentlichung
Im Film singen Ralf Bendix, Kenneth Spencer sowie Hans Blum; Heinz Schachtner spielt Trompete. Auch Chris Howland ist mit einem Titel zu hören. Er hat im Film die Nebenrolle des Freddy inne, der ein Wohnungsnachbar Patricias ist, sie heimlich liebt und am Ende mit Patricias bester Freundin Margot zusammenkommt.
Es tanzen John Schapar, Pia Trajuhn, Jan Borall, Rosemarie Renz sowie das Patricia-Ballet. Weitere Künstler, die im Film zu sehen sind, sind die Washboard-Rhythm-Gang, das Skalla-Trio, Gil und Freddy Lavedo sowie die Golden boys.
Die deutsche Erstaufführung des Films fand am 13. August 1959 in der Lichtburg in Essen statt.

## Kritik
Das Lexikon des Internationalen Films bezeichnete Tausend Sterne leuchten als „Revuefilm“, in dem „zwischen ziemlich lauten Show- und Musiknummern das Verwechslungsspiel einer mühelos karrieremachenden Tänzerin“ behandelt wird.
Cinema konnte auch diesem Film aus den 1950er-Jahren nichts abgewinnen und war der Meinung: „Wo tausend Sterne leuchten sollen, zünden noch nicht mal die Gags.“ Fazit: „Verglühte 50er-Jahre Sternschnuppe.“